# Андреевка (Андреевская сельская община)
Андре́евка (укр. Андріївка) — село в Краматорском районе Донецкой области Украины. Административный центр Андреевской сельской общины.

## Общие сведения
Население по переписи 2001 года составляло 1044 человека. Почтовый индекс — 84192. Телефонный код — 626.

## Географическое положение
Расположено на трассе Краматорск — Доброполье. Расстояние от Краматорска — 28 км.

## Экономика
Филиал «Донбасс» агрофирмы «Шахтер».

## История
В 1957 сёла Андреевка (Ново-Александровка (Первая и Вторая), Солёненькая) и Селидово были объединены в одно — Андреевку.

## Галерея

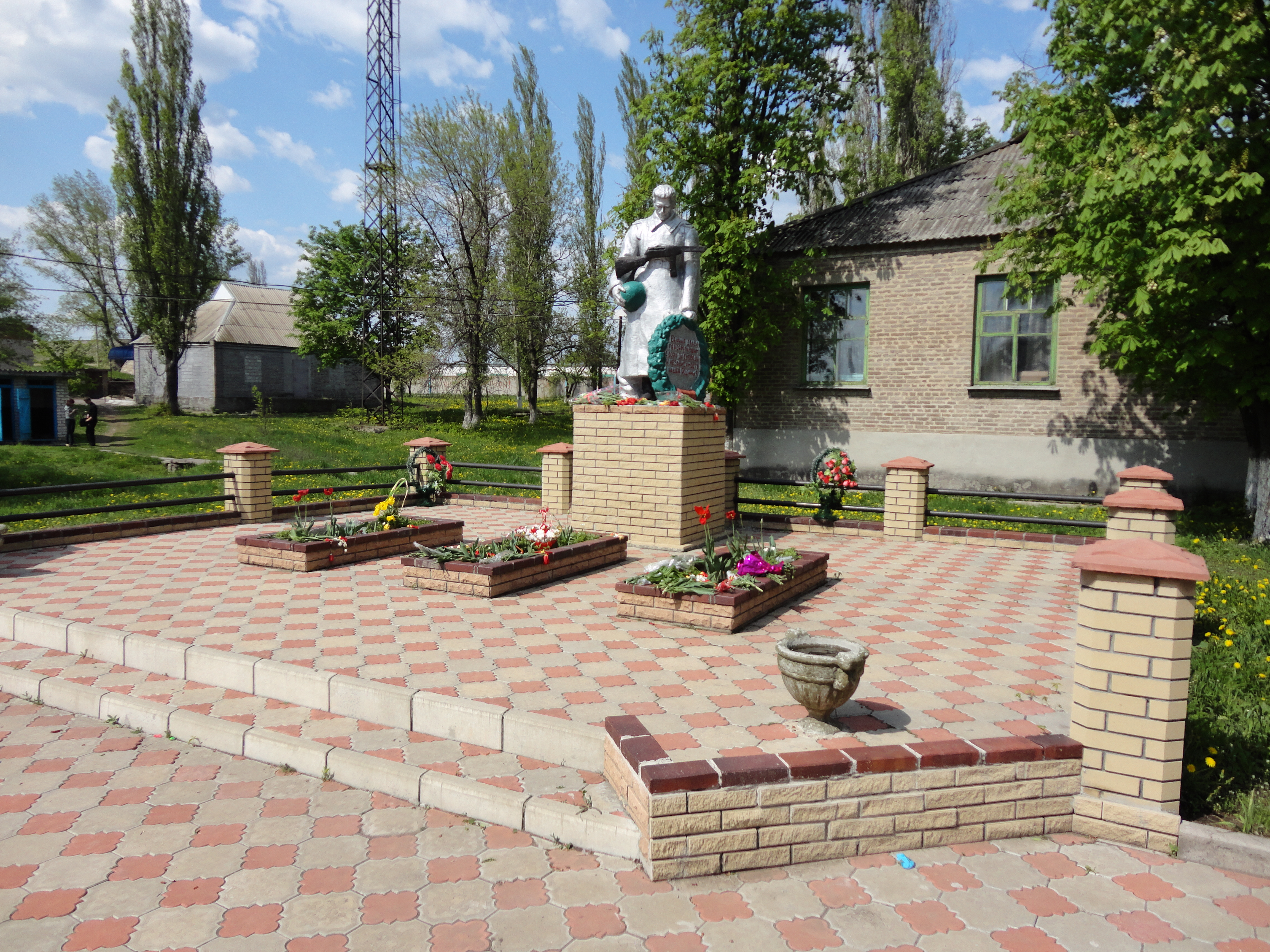
Мемориальный комплекс ветеранам ВОВ в с.Андреевка
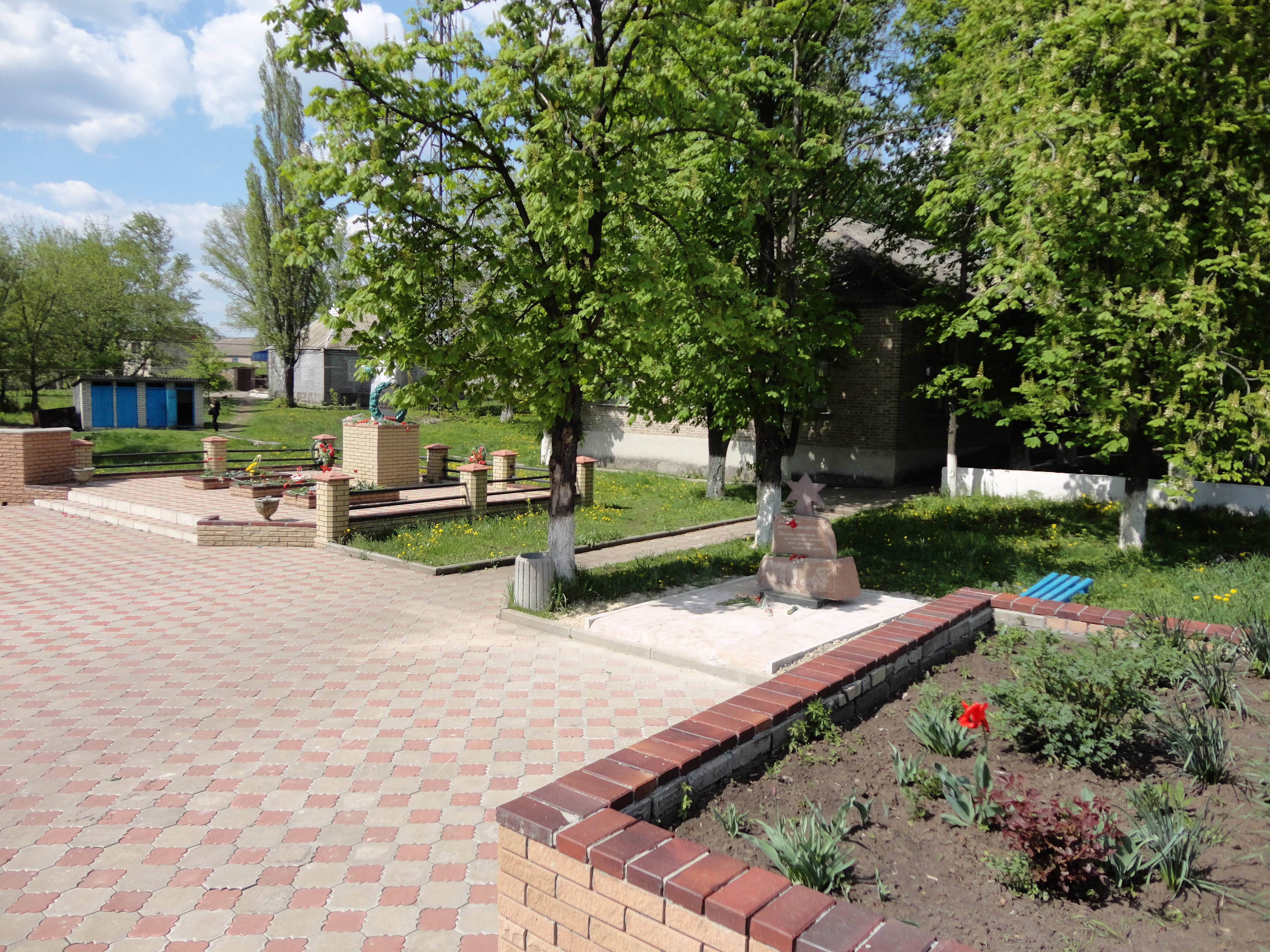
Мемориальный комплекс ветеранам ВОВ в с.Андреевка
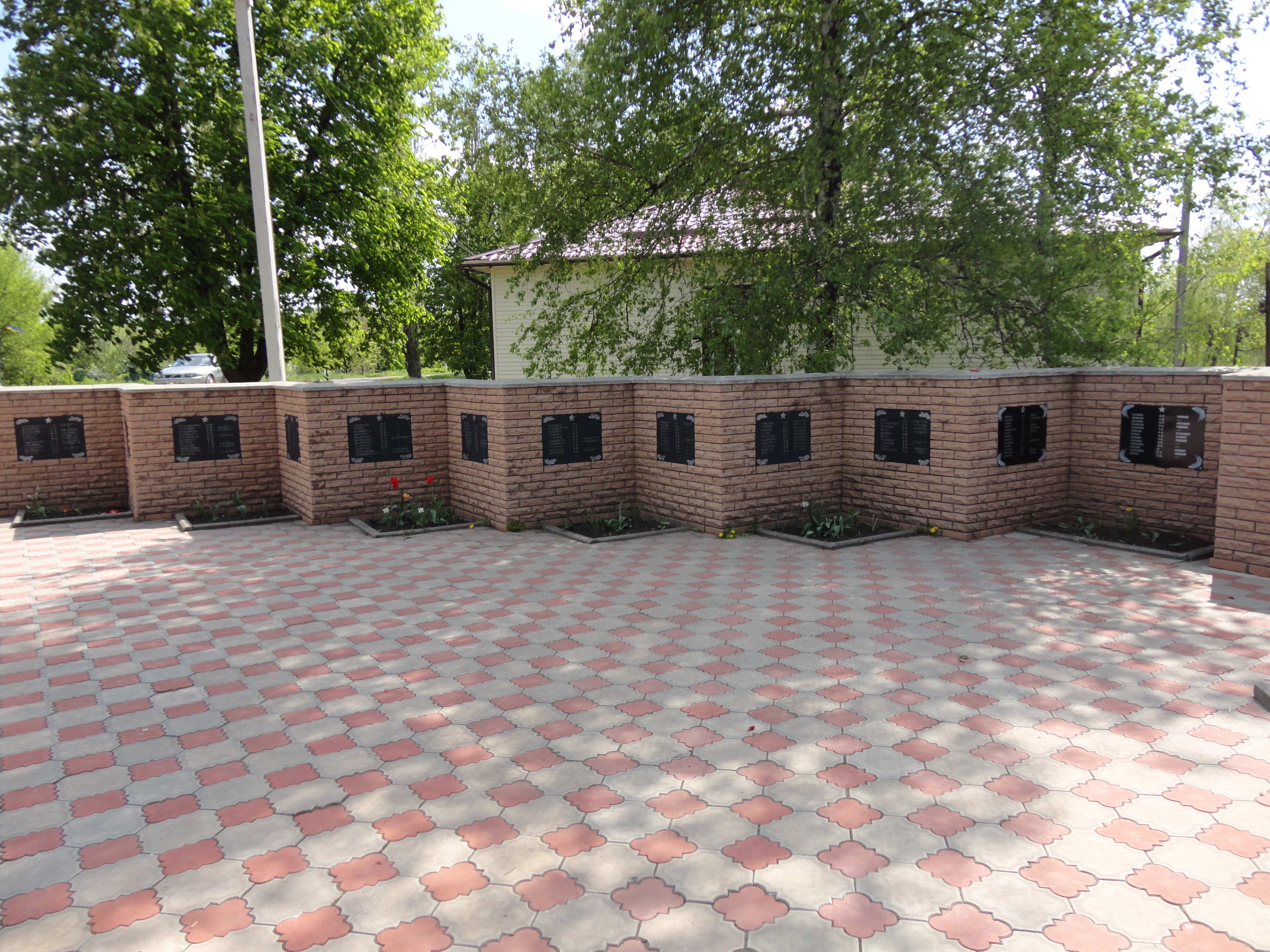
Мемориальный комплекс ветеранам ВОВ в с.Андреевка
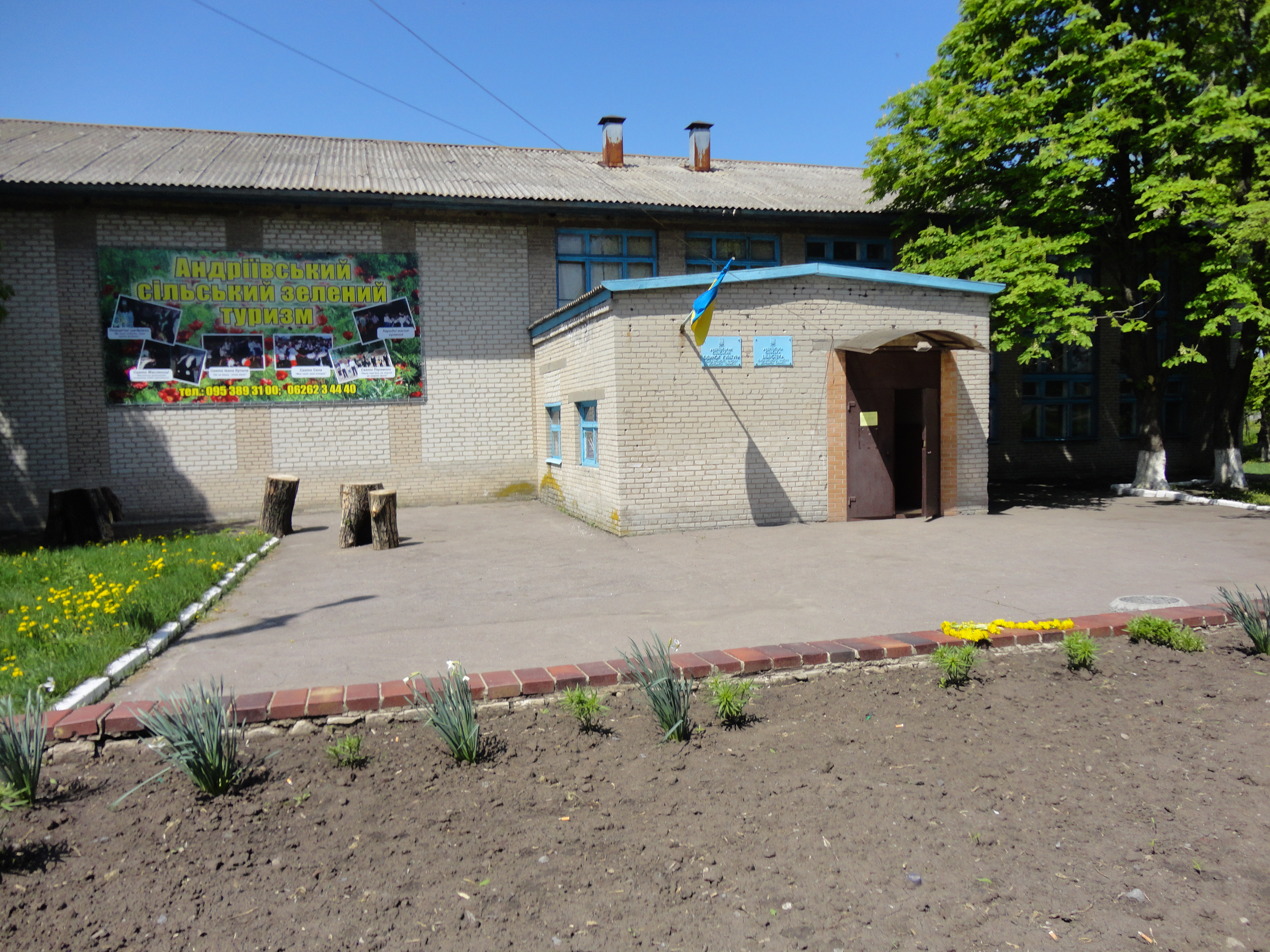
Дом культуры. с.Андреевка. 2011 год
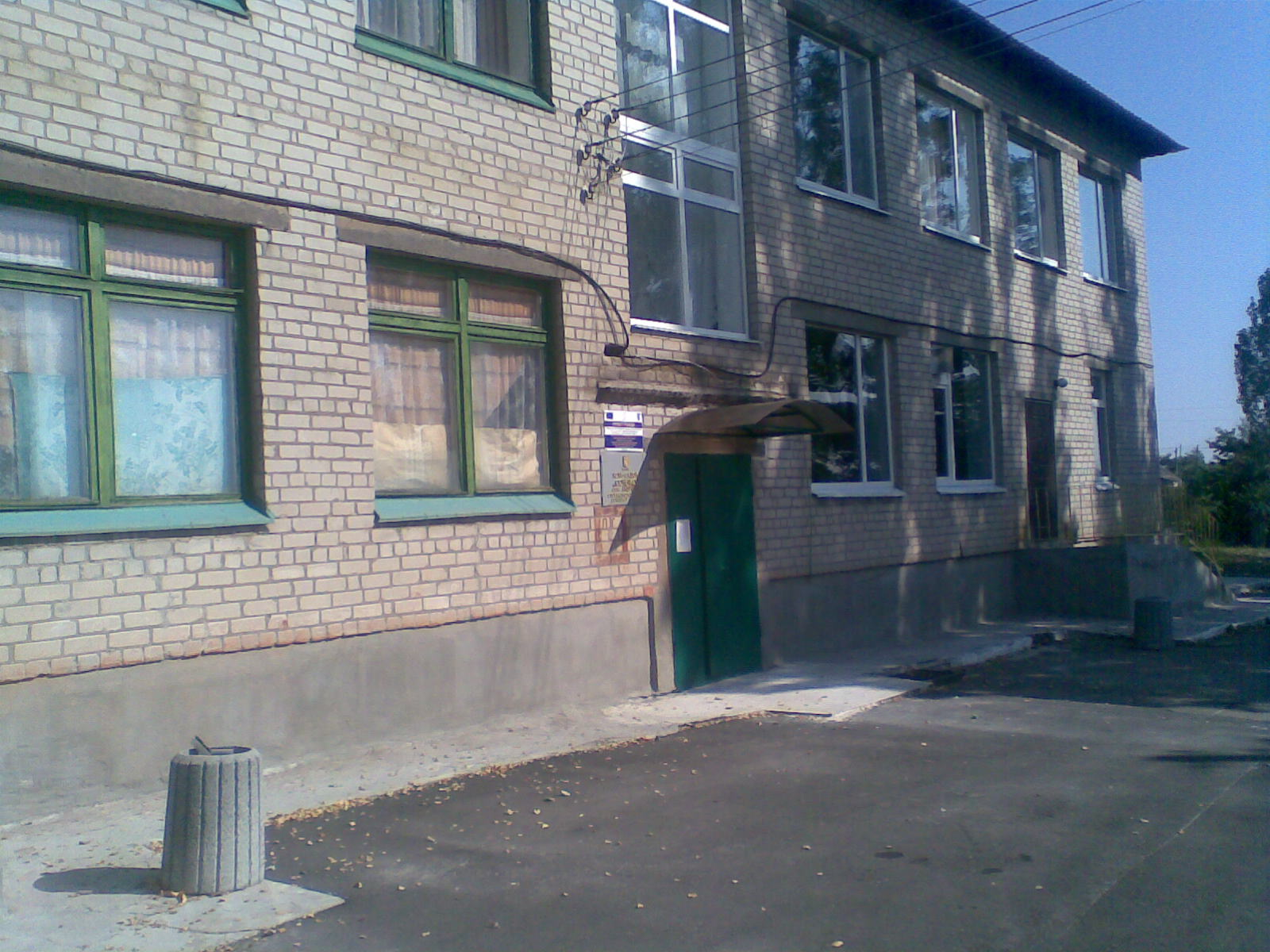
Детский сад. с.Андреевка. 2010 год
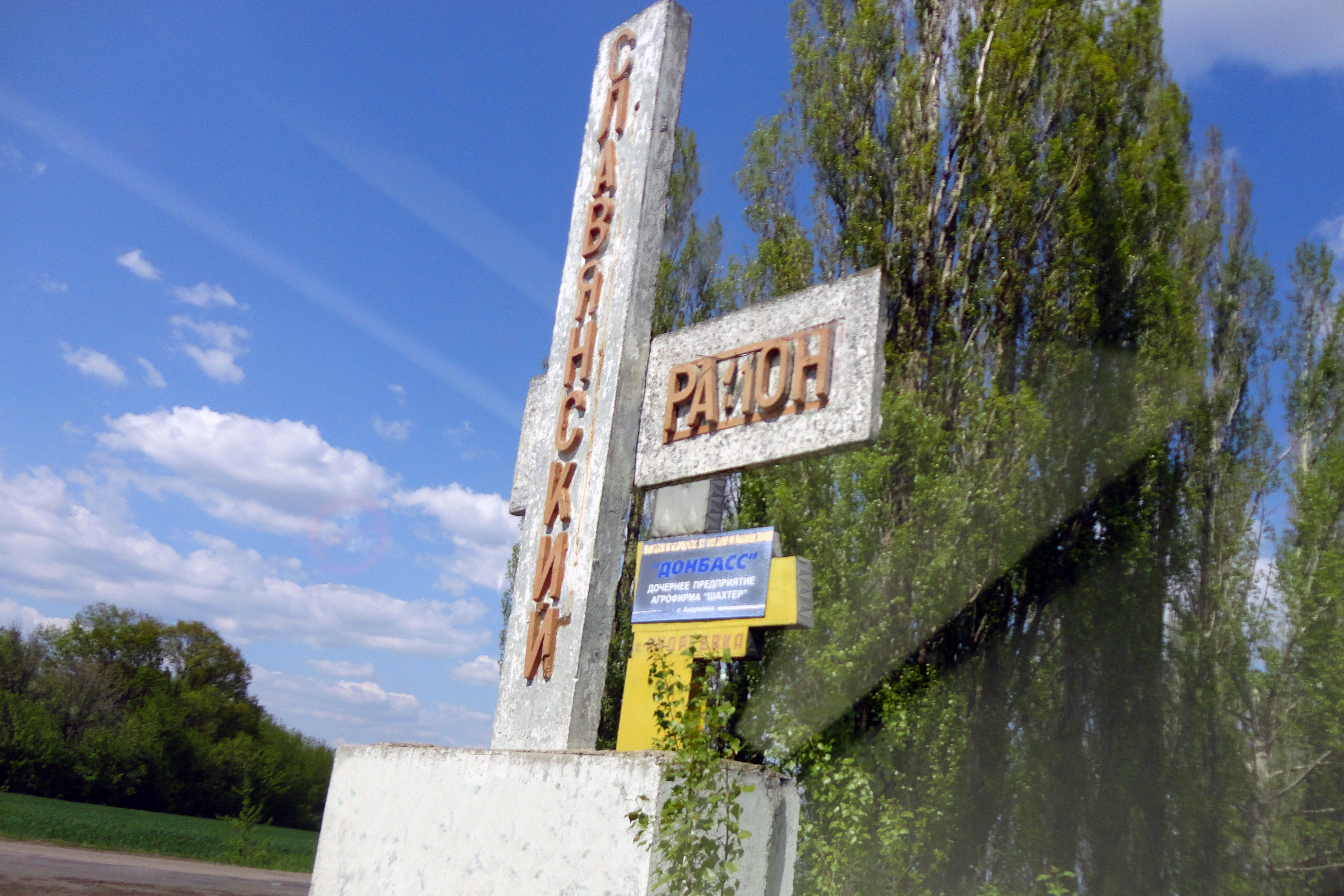
Въезд в Андреевку